# Stazione di Monteroni d’Arbia
Stazione di Monteroni d'Arbia vasútállomás Olaszországban, Monteroni d’Arbia településen.

## Vasútvonalak
Az állomást az alábbi vasútvonalak érintik:
- Siena-Grosseto-vasútvonal

## Kapcsolódó állomások
A vasútállomáshoz az alábbi állomások vannak a legközelebb:
- Cuna railway halt